# Xã Branch, Michigan
Xã Branch (tiếng Anh: Branch Township) là một xã thuộc quận Mason, tiểu bang Michigan, Hoa Kỳ. Năm 2010, dân số của xã này là 1.328 người.